# Johannes I Tzimiskes
Johannes I Tzimiskes (Grieks: Ιωάννης Α΄ Τζιμισκής, Iōannēs I Tzimiskēs) (Constantinopel, 924 - aldaar, 10 januari 976) was van 11 december 969 tot 10 januari 976 keizer van het Byzantijnse Rijk. Hij kwam uit een Cappadocische familie. De naam "Tzimiskes" komt van het Armeense woord "tsjemskik", dat 'rode laars' betekent.
Rond het jaar 969 werd hij verliefd op keizerin Theophano, de vrouw van keizer Nikephoros Phokas. Samen met haar bereidde hij het plan om de keizer te vermoorden, hetgeen ook gebeurde in de nacht van 10 op 11 december 969. Tzimiskes werd de nieuwe keizer.
Maar Polyeuctus, patriarch (956-970) van Constantinopel, die zich voorgenomen had de vermoorde Nikephoros te wreken en de schuldigen te straffen, zette Tzimiskes onder zulke druk, dat deze verteerd werd door schuldgevoelens en op diens verzoek Theophano van het hof verwijderde. Enkel onder die voorwaarden was de patriarch bereid Tzimiskes tot keizer te kronen.
Johannes vocht verschillende campagnes tegen Svjatoslav I, grootvorst van Kiev. Na de Slag bij Arcadiopolis (970) kon hij zich meester maken van Oost-Bulgarije en nam tsaar Boris II van Bulgarije gevangen.
In 974 begon hij een veldtocht naar het Abbasidische Rijk. Hij veroverde hierbij delen van Syrië en kwam tot de Eufraat. In 976 overleed hij op de terugweg na een veldtocht.